# Чудо в камері № 7
«Чудо в камері № 7» (тур. 7. Koğuştaki Mucize) — турецький драматичний фільм 2019 року від режисера Мехмета Ади Озтекіна. Офіційний ремейк однойменного південнокорейського фільму 2013 року зі значними змінами в сюжеті, персонажах та атмосфері. Картину було висунуто як заявку Туреччини на «Оскар» за найкращий міжнародний художній фільм на 93-тій церемонії, однак її не було номіновано.

## Сюжет
Мемо — розумово відсталий чоловік з інтелектом шестирічної дитини. Він живе в напіврозваленому будинку з донькою Овою. Одного разу він вступає в бійку з комісаром поліції, який щойно купив останній рюкзак для своєї доньки, на який Мемо довго збирав як подарунок для Ови. Незабаром після цього донька поліцейського комісара помирає від нещасного випадку, вона ковзає по льоду і смертельно вдаряється потилицею. Мемо в цей час проходить повз і побачивши дівчину намагається її реанімувати. Випадковий перехожий помилково вважає, що він до неї домагався. Мемо звинувачують у викраденні, вбивстві та зґвалтуванні неповнолітньої. Поліція швидко використовує його інвалідність і змушує його зізнатися у злочинах, ігноруючи виправдувальні докази. Мемо ув'язнюють і поміщають у камеру 7, найсуворішу камеру у в'язниці суворого режиму. Спочатку з Мемо поводяться жорстоко, але через деякий час навіть ув'язнені розуміють, наскільки він простий та наївний і що він просто опинився не в тому місці і не в той час. Зрештою, навіть наглядач в'язниці, який спочатку жорстоко ставиться до Мемо, пом'якшується, коли рятує його від пожежі. Він розуміє, що Мемо просто загнали в кут, щоб змусити його зізнатися в тому, що він не коїв. Наглядач піклується про Ову і дозволяє їй щодня відвідувати батька. Однак комісар поліції погрожує нашкодити Ові, якщо Мемо не зізнається у своєму «злочині» під час суду. Мемо, зрештою, вирішує пожертвувати собою, визнати себе винним і отримати смертний вирок. Дата його страти, 23 грудня, збігається з днем народження Ови. Перед побаченням інші ув'язнені організовують для батька та дочки політ на повітряній кулі, щоб разом спостерігати за останнім заходом сонця. Через роки після страти батька, Ова, офіційно усиновлена наглядачем в'язниці, стала адвокатом. Вона збирає колишніх співкамерників свого батька, щоб дати свідчення на повторному суді над її покійним батьком, який виносить вирок про його виправдання та реабілітацію.

## Акторський склад
- Арас Булут Ійнемлі: Мемо
- Ніса Софія Аксонгур: Ова (в дитячому віці)
- Селіль Тойон: Фатма Нене
- Ількер Аксум: Аскорозлу
- Месут Акуста: Юсуф
- Деніз Байсал: Міне
- Юрдаер Окур: Айдин
- Їлдирай Шахінлер: Хафіз
- Сарп Аккая: Наіль
- Деніз Джелілоглу: Фарук
- Феріт Кая: Алі
- Серхан Онат: Селім
- Емре Єтім: Айна
- Гульчин Культур Шахін: Хатідже
- Джанкат Айдос: солдат-дезертир
- Догукан Полат: Тевфик
- Хаял Кьосеоглу: Ова (в дорослому віці)

## Сприйняття
Фільм став рекордсменом за кількістю переглядів в турецьких кінотеатрах в 2019 році, зібравши майже 5.3 млн глядачів. Після релізу на Netflix картина отримала міжнародну популярність, особливо в Франції та Латинській Америці, де їй вдалося очолити кіночарти.